# Bandeira da província de Entre Ríos
A Bandeira de Entre Ríos é um dos símbolos oficiais da Província de Entre Ríos, uma subdivisão da Argentina. O atual modelo foi adotado em 5 de março de 1987 através do decreto 879 publicado em 13 de março de 1987. É conhecida localmente como "Bandeira de Ramírez".

## Descrição
Seu desenho consiste em um retângulo de proporção largura-comprimento igual a 1:2 dividido horizontalmente em três faixas de mesma largura. As cores das faixas são, respectivamente, a partir da superior: azul celeste, branco, azul celeste. há uma quarta faixa na cor vermelha que corta diagonalmente a bandeira do canto superior esquerdo para o inferior direito.

## Simbolismo
O desenho da bandeira é igual à bandeira de José Artigas, importante figura histórica para a Argentina e o Uruguai.
A faixa vermelha diagonal representa a "Liga dos Povos Livres", assim como o sangue derramado pelos defensores do federalismo.

## Bandeiras históricas

Bandeira da "Liga dos Povos Livres" também conhecida como bandeira de Artigas
1833-1853